# Rhinanthus groenlandicus
Rhinanthus groenlandicus — вид трав'янистих рослин родини Вовчкові (Orobanchaceae). Поширений в альпійських і субальпійських частинах Європи й Північної Америки.

## Опис
Це однорічні трав'янисті рослини. Стебла 13–30 см, волохаті на 2 протилежних сторонах. Листки яскраві жовтувато-зелені, більш-менш довгасті, краї крупно зубчасті. Приквітки довші ніж чашечка. Цвіт жовтий. Віночки 15 мм; верхівки від округлих до тупих.

## Поширення
Північна Європа (Фінляндія, Ісландія, Норвегія, Швеція, Фарерські острови, Росія); Північна Америка (Гренландія, США, Канада). Зростає на луках, галявинах в лісах, берегах, схилах, краях боліт і озер, на піщаних або кам'янистих ґрунтах